# 최용건
최용건(崔庸健, 1900년 6월 21일 ~ 1976년 9월 19일)은 일제강점기 조선의 공산주의 독립운동가이자 교육자 출신으로 중화민국과 소련의 군인(일제 시대 독립운동가, 군인, 정치인, 사회주의자)이며 조선민주주의인민공화국의 군인, 정치인이다. 호는 석천(石泉) , 자(字)는 추해(秋海), 룡건(龍建), 용근(龍根). 다른 이름으로 영수사(嶺秀舍), 최용건(崔鏞健), 최룡건(崔龍建), 최석천(崔石泉), 최추해(崔秋海), 김지강(金志剛) 등이 있다. 평북 태천군 출신이다. 형제자매로는 최형건(남동생) 등이 있었다.

## 생애

### 생애 초기

#### 가계와 유년
최용건은 1900년 6월 21일 대한제국 평북 태천군 서성면에서 성리학자인 최니학의 아들로 태어나 태천소학교를 다녔다. 그의 선조들은 대대로 룡천군에서 살았다 한다. 선친 최니학은 1942년 김두운(아호는 충제), 문창수(아호는 강제), 김형로 등과 함께 조선총독부 습격을 모의했다가 검거되어 구치소에 투옥된 뒤, 1943년 총살형(사형)이 집행되었다. 동생인 최형건은 을유년 해방 후 조선로동당의 초급당 비서(조선로동당 당무위원 겸무)와 평양 기업소 국제책무위원장 겸 당무비서 등을 역임했다. 또한 이외 몇수명의 형제가 있었지만 이름이 전하지 않는다.
유년 시절 고향에서 결혼한 본처가 있었지만 결국 그녀와 슬하에 자녀도 없이 이혼 후 최용건 그가 중화민국 본토 국민정부 대륙으로 간 뒤에도 연락이 끊어졌다.

#### 오산중학교 수학과 망명
태천소학교를 졸업하고 평안북도 정주의 오산중학교에 입학하였다. 특히 1918년 당시 교장으로 교사를 겸하던 조만식 교장 외에 설립자 이승훈 교사, 폐허지의 동인이며 상징파 시인인 김억 작가 등도 교사였고, 동급생으로는 함석헌 등이 있었으며, 2년 선배로 훗날 대한민국의 반공주의 목사가 된 한경직 등이 재학 중이었다. 조만식 교장은 그를 각별히 아꼈지만 사상이 달라져 뒷날 정적이 된다. 1919년 3월 1일 3.1 만세 운동에 가담하였다가 투옥, 그해 말 풀려났다. 그후에도 몇 차례 학생 시위를 주도하다가 학교 측과 갈등하게 된다. 3학년 재학 중이던 1921년 4월, 8월에 미국인 선교사가 오산학교 교장으로 부임하기로 예정되었다. 최용건은 미국인 선교사의 교장 취임 반대 운동을 주도했고, 이는 동맹휴학으로 발전했다. 이 일로 최용건은 중국 상하이로 망명한다. 그 무렵 조만식이 조선총독부 학무국의 임용 거부로 오산학교 교장직을 사임하였고, 9월 유영모가 교장으로 부임하고 사태는 종결되었다.
상하이 임시정부와 인맥이 닿았던 그는 몇 명의 청년들과 함께 1921년 4월 상하이에 도착했지만, 상하이 임시정부 내부의 파벌 싸움에 실망하여 임정에서 탈퇴하고 예관 신규식을 찾아갔다. 그는 군관학교 입학을 희망하여, 신규식이 운남육군강무당에 추천장을 써주었고, 최용건의 오산중학교 3년 선배이자 장개석의 국민당 혁명군 소위로 복무 중이던 김홍일 역시 추천장을 써주었다. 운남육군강무당 재학 중에는 황푸군관학교의 임시 교관을 지냈다. 1927년 광저우 사태 당시 김산 등과 함께 조선인 공산주의자들을 배후에서 지휘하였다. 1921년 8월 다시 돌아와 오산학교에 다녔다. 최용건이 언제 오산학교를 그만두었는지는 명확하지 않다. 다만 함석헌의 회고록에 따르면, 함석헌이 1921년 오산학교에 편입학했을 당시 최용건은 오산학교에 아직 다니는 중이었다고 한다.

### 청년기

#### 운남군관학교 수학과 황포군관학교 활동
1919년 천진의 난카이 대학을 입학하여 1923년 학사 취득 후 같은 해(1923년)에 쓰촨성 청두를 거쳐 윈난성 쿤밍으로 가 1923년 3월, 쿤밍의 운남군관학교(보병학과)에 17기로 입학하였다. 당시 최용건은 푸젠성(福建省)출신 근수길(根秀吉)이라는 가명으로 입교하였다. 그밖에도 그는 영수사(嶺秀舍)라는 가명도 일시 사용하였다. 그는 좌익계 한국인 사회주의자 중 연장자에 속하였다.
1923년 10월 31일 일본 영사관에 폭탄 테러가 발생, 불조계 경찰에 의해 혐의자로 지목된 7명과 함께 체포되었다. 그러나 혐의없음으로 풀려났고 근강환(近江丸)이란 배편으로 조선으로 송환될 예정이었다. 그러나 그는 송환되지 않았다.
운남군관학교 재학 당시 그는 최추해라는 가명을 썼다. 또한, 후일 대한민국 임시정부 광복군에서 활동하는 이범석 및 나중에 동북항일연군 제2로군의 총사령이 될 저우바오중과 동창이 되었다. 운남강무당 재학 중 최용건은 저우 언라이, 저오 바우중 등과 친하게 지냈다. 1924년 황포군관학교(黃浦軍官學校)의 견습교관이 되었다.
중국 망명 초기 최용건은 아호인 석천을 따 최석천(崔石泉)이라고도 했고, 최추해(崔秋海)라는 가명도 계속 사용하였다. 그 밖에 최룡건(崔龍建), 최용건(崔鏞鍵), 최용진(崔勇進), 김지강(金志剛) 등의 가명도 사용하였다. 교육자로도 활동하여 1924년 운남군관학교 재학 중, 황푸군관학교의 견습교관이 되었고 1925년부터 1927년에는 황푸군관학교의 교관과 구대장이었다. 1927년부터는 만주에 모범소학교를 비롯, 각종 소학교, 농민학교, 함경남도 단천에 단천고등중학교 등을 설립했고, 1932년 송동모범소학교를 설립하여 초대 교장으로 활동하다가, 학교가 정착된 뒤 타인에게 학교를 넘겼다.
1924년 중국 윈난군관학교(雲南軍官學校)를 졸업하고, 이듬해 1925년 4월, 황푸군관학교 교육대에 교관으로 임관되어 4기, 5기의 훈련 교관, 5기에는 학생대 6구대장이 되어 1927년까지 초급 군사학 과목을 가르치면서 내무활동 지도 등 군사 부문에서 경력을 쌓았다. 당시 황포군관학교에는 장개석이 주도하는 중국 국민당원들과 손을 잡은 중국공산당의 주은래 등이 있었다. 1926년 중국공산당에 입당하였다. 1926년경부터 항일 빨치산 활동에 참여한다. 1927년 초 최용건은 특무영 연대 중대장에 임명되었다.

#### 광저우 사태 지도
1927년 발생한 광저우 코뮌에 가입하고, 저우 언라이, 예젠잉 등과 함께 12월 11일 중국 광둥 성 광저우 시에서 발생한 광저우 폭동에도 가담했다. 광저우의 사하(沙河)와 한하(韓何)에 진지를 마련한 그는 당일 160여 명의 조선인 학생들을 모았다. 이들은 중국 대혁명 직후 혁명군이 마지막으로 철수하던 날 밤을 거사 기일로 정하고 시위 진행에 참가한다. 폭동 당시 그는 김산 외 8명과 함께 한국인 공산주의자들을 진두지휘하였고, 황푸군관학교를 비롯한 중국인 군관학교에 재학 중이던 한국인 공산주의자, 사회주의자들이 가담하였으나 실패하고 사태는 진압되었다. 이때 그는 조선인 학생들과 함께 선발대에 섰고, 그 사이 저우 언라이를 비롯한 중국인 공산주의자 지도부는 탈출했다. 조선인 학생들이 절반가량 사살되었다고 판단되자, 그는 근처 건물에 숨었다가 비밀리에 현장을 벗어났다.
한국인 공산주의자들이 200명 정도 참가했던 이 폭동이 실패로 돌아가고 많은 혁명가들이 희생되었다. 그러나 기적적으로 살아남은 최용건 등은 살아남은 한국인 공산주의자들과 함께 상하이 항구 부둣가 근처의 은신처에 숨어있다가 만주로 파견되었다. 후일 최용건과 생존자들은 한 차례 합의를 거쳐 광저우의 그 진지에 봉기를 기념하는 비석을 세우기로 결정하고, 광저우열사능원리에 기념관을 건립했다. 1927년 11월 상하이에서 한국독립당 연합집행위원회 광주지구 대표위원에 선임되었고 1928년 민족 유일당 운동에 관여하여, 최추해라는 이름으로 민족유일당운동 지도자의 한 사람에 이름을 올렸다.

#### 항일무장투쟁
- 교육자 활동 및 학교 설립 활동

조선공산당 화요파로 파견된 최용건은 길림성과 흑룡강성 등을 다니며 모범소학교를 비롯, 각종 소학교, 농민학교 등을 여러 개 세우면서 교육사업과 농촌 계몽 활동을 하며 중국 공산당 입당을 위해서 노력하고, 이곳을 혁명 근거지로 삼아 조직적으로 항일세력을 키운다. 그는 모범소학교와 흑룡강고등중학교, 농민학교와 여러 학교들을 설립하고 교장으로 취임하고 동시에 그 학교 교사로 활동했으나, 모범소학교, 흑룡강고등중학교, 농민학교와 각급 학교들이 정착되면 소련, 독일, 일본으로 유학을 다녀왔고 교육학을 전공한 인물, 저명한 인물을 초빙하여 교장직과 학교를 모두 인수인계해주었다. 그러나 학교를 인수인계하는 조건에 기독교 선교사는 무조건 거절, 배제하였다. 그는 1927년 가을 국내인 함경남도 단천군 광천면에도 지역 유지들 중 뜻있는 인물들이 학교 부지를 기부하여 단천고등중학교를 설립, 1928년 3월했으나, 단천고등중학교는 조선총독부 학무국이 사상이 불온한 학생들을 길러낸다는 이유로 설립인가를 거부, 1931년에 폐교하였다.

1940년대의 만주 군벌로 활동할 무렵의 최용건

1929년 11월 소련을 방문하였다. 1929년 황포군관학교에 재학중인 조선인들 중, 왕산 허위의 5촌 조카 허형식을 비밀리에 포섭해 조선공산당 당원으로 입당시켰다. 그리고 허형식의 후견인이 되었으며, 일본의 조선공산당의 탄압을 피해 최용건은 1929년 중반부터 중국공산당 및 조선공산당과 긴밀히 연락하였다. 당시 최용건은 조선공산당과 중국공산당의 당적을 이중으로 가지고 있었다.
- 만주 항일 무장 투쟁

1930년 6월 10일부터 조선공산당 당원들은 일본 당국의 단속을 피해 중국공산당에 가입하자 최용건도 중국공산당에 입당하였다. 그는 황포군관학교 졸업생들 일부를 회유하여 만주로 갈 때 데려갔다. 만주 체류 당시 그는 최석천(崔石泉)과 김지강이라는 가명을 썼으며 중국 자료에는 주로 최석천으로 나온다.
1930년 요하(饒河) 지역에서 사회주의 운동에 종사하면서 군사 훈련소를 개설하여 병력을 양성하였다. 중국공산당과 깊은 관련을 맺으며 북만주 지역으로 이동, 북만주 지역을 무대로 활동한 그는 1930년대 발족한 동북항일연군에 가담하였다. 이후 화요파 조선공산당 만주총국 군사부장을 맡으면서 동시에 중국공산당에도 입당하여, 이중당적을 가지고 활동하면서 중국공산당 빈현지구당 당 서기도 겸직했다. 1932년에는 조선족 학생들을 위한 학교인 송동모범소학교(松动模范小学校)를 개교하고 교장으로도 활동했다. 이때 그의 제자들 중 한 명인 이민은 그와 함께 교도여단에서 활동했고, 배경천은 후일 그와 항일연군에서 활동하는 배성춘(裴成春, 본명은 배경창(裴敬昌), 가명은 손명숙))의 남동생이었다. 이민은 어려서 최용건이 세운 모범소학교를 다니던 기억을 이야기했다. '제법 학교 규모가 커서 중급반 고급반까지 있었고 건물도 2층이었으며, 학생이 많을 때는 100명을 넘었다. 저녁에는 농민들을 모아 야학을 하면서 항일의식을 고취했다. 최용건이 교장이었으나 얼굴을 보기는 힘들었고, 황포군관학교 생도로 최용건을 따라온 젊은 선생들이 가르쳤다고 한다. 최용건은 이러한 항일 근거지 학교들을 돌아다니면서 항일투쟁을 했다.'는 것이다.
1932년 10월 요하 지역에서 특무대를 창설하고 일본 주재소 습격과 무기 획득에 나섰다. 1933년 4월 조선인으로 구성된 요하 공농병(工農兵) 반일유격대를 조직하고 유격대장이 되었다. 33년 6월 중국인 구국군(救國軍)과 만나 자신의 유격대와 통합하고, 그는 구국군 제1려단 특무영으로 개편하였으며, 제1려단 참모장 겸 특무영장이 되었다. 그러나 1934년 2월 요하 구국군이 궤멸당하자, 최용건은 자신이 이끄는 조선인부대를 이끌고 탈출, 요하 반일유격대로 다시 개편했다.
1935년 8월 다시 요하 일대 중국인 항일부대들 지휘관들과 만나 함께 동북인민혁명군 제4군을 편성하고, 요하 유격대는 동북인민혁명군 제4군 제2사 제4단 참모장이 되었다. 1936년 동북인민혁명군 제4군 제2사 정치위원이 되었다.
항일 투쟁 시기에 중국 여성 왕옥환과 재혼하였다. 왕옥환은 한때 남편의 사후 중국으로 돌아갔다가 1990년대에 북조선으로 가서 최고인민회의 대의원을 잠시 지내기도 했다. 왕옥환은 만주에서 일본군에게 쫓기던 최용건을 자기의 침소 밑에 숨겨 구원해주면서 부부가 됐다. 중국인 부잣집 딸이었던 왕옥환은 아버지뻘 되는 최용건을 사랑하여 주위의 만류에도 불구하고 결혼했다.
조선민주주의인민공화국의 정치인 최운주가 최용건의 아들이라는 설이 있으나 본인은 사실 확인을 꺼렸다.
- 소련 동북항일련군 활동

1936년 동북항일연합군 제2로군 제7군단 정치위원이 되었다가, 군단장 이학만이 제4군장으로 가자 1936년 11월 동북항일연합군 제2로군 제7군단 대리군단장이 되어 항일무장투쟁에 참전하였다. 그러나 병력 지휘와 통솔 능력이 부족하다고 지적되어 곧 해임되고 제2로군 참모장으로 전임되었으며, 중국공산당 정치위원회 서기직을 겸했다. 이후 제2로군 참모장, 제7군장, 정치위원 등을 지냈다.
1938년 1월 동북항일련군 제2로군 제7군장이 되었다가, 38년 11월 항일련군 제7군 참모장, 1940년 4월동북항일련군 제2로군 총참모장이 되었다. 1940년 11월부터 일본 관동군의 만주 항일군대 대토벌 때, 부대를 이끌고 소련-만주 국경을 넘어 소련으로 북상하였다. 이후 소련 연해주를 거쳐 극동지방으로 이동하여 1940년대 들어 동북항일연군교도려단(소비에트 연방 극동군 제88국제여단)에 참가했다. 그는 김일성, 김책과 더불어 만주 게릴라파의 핵심 트로이카를 이루었고, 황푸군관학교(黃浦軍官學校)의 임시 교관과 훈련 교관, 학생대 6구대장을 지내는 등 군사 부문에서 경력을 쌓았다. 그 뒤 동북항일연군교도여단(소비에트연방 극동군 제88국제여단)에 참여하여 활동하기도 했다. 당시 직급은 동북항일연군교도려단 제2련 정치참모로, 김책, 김일성보다 한 단계 높았다.
1940년 3월 26일 최용건은 자신과 경쟁관계에 있던 경락정에게 일본과 내통하고 변절을 선동하였다는 누명을 덮어씌워 총살형에 처한 뒤 "원체 사태가 엄중하고 상황이 긴박한데다가, 경락정이 당장이라도 일본군 쪽으로 도주할 가능성이 있으므로 죽이지 않으면 안 되겠기에 이미 총살해버렸다."는 내용의 서한을 저우바오중에게 보냈다. 그러나 경락정이 이전에 일본군 혹은 일본인을 만났다는 증거는 없다.
1940년대 중반쯤 그는 중국공산당 만주특위 당서기에도 임명되었다. 1942년 7월 러시아 하바로프스크 근처 비야츠크에서 88국제려단(동북항일연군교도려단) 부참모장에 선출되었다. 동북항일련군 교도려단은 곧 소련 극동방면군 제88보병려단으로 명칭이 개칭되면서 조선인과 기존의 소련 망명 고려인 및 비러시아인을 받아들여 확대되었으며, 그는 계속 부참모장에 유임되었다. 8·15해방 직전 동북항일연군교도려에서 김일성·김책(金策)·안길 등과 함께 조선의 해방사업을 추진할 조선공작단 결성에 가담하였다.

#### 광복 직전
김일성과 최용건은 1940년 빨치산들이 소련으로 퇴각한 이후 조선유격대를 이끌었던 두 명의 지도자였다. 그러나 최용건은 학식이 부족했는데, 문맹이라는 소문도 돌았다. 이오시프 스탈린은 소련 인민군 내 조선인의 지도자를 선택할 때 김일성을 선택하였다.
1945년 5월 나치 독일의 항복 후 소련극동군 88특수여단의 부대원들은, 소련의 즉각적인 대일 참전과 고국의 해방을 고대했다. 5월부터 최용건은 한반도 북부에 사람을 보내 정세를 정탐하게 했다. 1945년 7월 말 저우바오중은 만주유격대회의(동북당위원회 전체회의)를 조직하였으며, 이 회의에서 각자의 고국에 돌아가 조국의 재건을 위해 일할 중국인과 조선인 부대를 나누었다. 88여단 중 김일성, 강건, 최용건, 김책 등 조선인들은 김일성을 사령관으로, 최용건을 정치위원으로 하는 조선공작단을 설립하였다. 당시 그는 소련 인민군 대위였으며, 같은 대위였던 김일성은 그 무렵 소령으로 진급했다.
1945년 5월 당시 소련군 조선인 내부에서 파벌다툼이 벌어졌다. 그러나 최용건은 자신의 학식이 짧다는 이유로 소련군내 조선인 빨치산 지도자 자리를 김일성에게 양보하였다. 1945년 8월 10일 미국이 일본에 미사일을 투하한다는 정보를 입수한 최용건은 공작원 몇 명을 평안북도와 평양으로 밀파하였다.

### 해방 이후의 활동

#### 귀국과 광복 직후
1945년 8월 광복 후 평안남도 자치준비위원회 중앙위원에 선출되었다. 그는 김일성, 김책과는 별도로 만주를 거쳐 육로를 통해 들어왔다. 9월 귀국하여 그는 11월 3일 조선민주당의 조직에 참여하여 오산중학교 시절 스승이었던 조만식과 함께 조선사회민주당을 창당하고 조선민주당 중앙위원회 부위원장을 맡았고, 조선민주당 중앙당 부당수에 선출되었다. 독자적인 세력 없이 소련군정의 후원 밖에 믿을 수 없던 김일성은 연안파가 주축인 조선공산당 북조선분국과 조만식의 조선민주당을 적당히 조정하여 자신의 권력 기반을 강화시키려는 의도에서 자기 사람인 최용건과 김책을 각각 서기장과 정치부장으로 추천했다. 조만식의 주변에서는 최용건을 공산당의 프락치라며 받아들이지 말 것을 권고했지만, 조만식은 이를 물리치고 최용건이 1920년대 상하이에서 민족주의 운동에 가담한 점을 들어 그를 받아들였다.
최용건은 조선민주당이 창당된 후, 만주, 중국 등지에서 귀국한 공산주의자 및 중국공산당원이었던 한인들을 대거 조선민주당에 입당시키고 서서히 당의 여론을 장악해나갔다. 그의 부당수 선출 배경에는 김일성이 정치적 복선으로 잠입시킨 것으로 알려지고 있다는 관측도 있다. '조선민주당을 와해·장악할 목적으로 김일성의 천거를 받아 조선민주당의 부위원장과 중앙위원회 위원장직을 겸임시켰다'는 것이다. 최용건은 1945년 12월부터 1946년 1월까지 비밀리에 '북조선공산당 중앙조직위원회 상무 집행위원회 위원'으로 있었다.
조선민주당은 외견상 위원장 조만식, 부위원장 이윤영, 최용건으로 아무런 이상 없이 첫 출발을 하게 되었으나 신탁통치 문제로 조만식과 소련 측이 결렬된 순간부터 최용건의 태도가 돌변한다. 최용건은 조만식을 용서 못할 민족 반역자로 규탄하고 마침내 위원장을 차지한다. 조선민주당의 부당수 한근조는 최용건을 기피하다가 월남하였다. 결국 조선민주당 조만식은 최용건으로 대체되었다. 그는 미 군정청에도 사람을 심어두어 미군정청 내의 정보를 얻었고, 1948년 3월 23일에 미군정청 경무부장 조병옥에 의해서 적발되었다.
1945년 10월 10일 최용건은 김일성, 김책, 김용범, 안길 등과 함께 조선공산당 서북5도 열성자 대회에 참석하고, 조선공산당 북조선 분국을 창설하였다. 10월 10일 최용건은 북조선분국 중앙위원에 선출되었다. 1945년 12월 17일, 12월 18일 조선공산당 북조선분국 제3차 중앙확대집행위원회에서 조선공산당 북조선분국 상무집행위원회 위원에 선출되었다. 그는 조선공산당 북조선분국과 북조선로동당의 당적을 가지고 있으면서도 당적을 숨기고 조선민주당에 잠입하여 활동했다.
1946년 2월 16일 북조선임시인민위원회 보안국장이 되었다. 7월 보안간부훈련대대부 사령관에 취임하였다. 1946년 최용건은 함경남도 단천군 광천면에 광천남자고등중학교를 설립하고 교장이 되었다.

#### 조선민주당 당권 장악
1946년 1월 5일 당수 조만식이 평양의 고려호텔에 감금당하자 그는 조선민주당의 당권을 완전히 장악하였다. 조만식은 모스크바 3상회의 결과가 발표되자 5도임시인민휘원회의 찬탁 결정과는 달리 반탁을 주장했는데, 이로 인해 위원장에서 물러났을 뿐만 아니라 연금상태에 들어갔다. 조만식의 가택 연금은 최용건의 주도하에 이루어졌다. 조선민주당은 김일성의 측근인 최용건에 의해 이끌어졌다. 최용건은 1월 5일의 회의가 끝나자 조만식을 연행, 평양직할시 중구역 동흥동의 평양 고려호텔에 감금하였다. 조만식을 구출하려는 청년들이나 그를 방문한 미군정청의 브라운 소장, 이승만, 김구가 파견한 밀사 등이 도착했지만 조만식은 나는 북한 일천만 동포와 운명을 같이 하겠다며 월남을 거부하였다.
조선로동당 기관지 정로(正路) 1946년 2월 7일자에는 당수에는 홍기황, 부당수에는 최용건으로 되어 있으나, 2월 12일 7개의 정당 및 사회단체 명의로 북조선 임시인민위원회 결성 대회 주석단에서 '스달린 동지에게 보내는 편지'를 보면, 강량욱(康良煜)이 조선민주당 임시 당수로 되어 있다. 2월 13일자에 실린 조선민주당 당 혁신 열성자 협의회에서의 '결정서'를 보면, 부당수는 최용건, 임시 당수 겸 총무부장에 강량욱을 선출하고, 홍기황은 여러 위원 중의 하나로 선출되었다고 되어 있다.
1946년 2월 5일 진보적인 인사로 구성된 '조선민주당 열성자 협의회' 가 소집되어 '보수 독선적인 조만식선생 일파를 민족 통일의 파괴자요, 배반자요, 결과에 있어서는 조국 건설의 방해자'로 규정하였다. 2월 5일 최용건은 조선민주당 열성자 협의회의 임시 회장에 추대되었다. 최용건은 조만식이 미국 제국주의에 현혹되어 민족을 배신하였다고 규탄하였다. 이어 2월 20일 내로 정식 당대회를 소집하기로 하고 그때까지 당을 이끌 조선민주당 임시 중앙 위원회를 조직하였다. 강량욱이 임시 당수로 선출되고, 나중에 최용건이 정식 당수가 되었다. 1946년 2월 28일 최용건은 조선민주당 중앙위원장에 선출되었다. 이후 55년까지 그는 조선민주당 중앙위원회 위원장이었다.
1946년 1월 29일 가칭 북조선행정청 보안국장에 임명됐다.
1946년 1월 29일부터 북조선체육회와 조선빙협 공동으로 주최하는 평양체육동맹간부 환영회에 참석했다. 이 자리에서 그는 8.15 이후 3.8도선 이북 지역의 체육단체를 주관하는 평양체육동맹의 위원장으로 선포되었다.

#### 북조선 인민위원회 보안국장
1946년 2월 북조선 임시인민위원회 보안국장에 선출되었다. 2월 9일에 선출됐다 한다.
최용건은 조선민주당을 장악하자 대대적으로 '반동 숙청' 작업을 벌였다. 4월 1일의 제2차조선민주당 중앙 위원회에서 최용건은 다시 한번 조만식을 성토하고, 각도당과 시군 당지부의 당원들을 대상으로 4월 말까지 전 당원 성분 심사를 선언하였다. 이때 조선민주당 흥남지구당 위원장직을 박탈당하고 감금당한 소설가 김동명 등 일부는 탈출에 성공한다. 최용건이 조만식을 감금하는데 성공하자 한근조 등은 남한으로의 탈출을 감행한다. 1946년 8월 최용건은 보안간부훈련대대부 부사령관이 되었다.
조선민주당을 장악한 최용건은 숙청과 동시에 당원들의 재산을 압수하였다. 1946년 크리스마스에 최용건은 조선민주당 제6차 중앙위원회 확대회의 연설을 통해 당의 역사, 과오, 그리고 전망을 검토했다. 최용건은 역사적인 11월 선거에 참여한 조선민주당과 30만 당원을 칭찬하면서, 민주당내에 유입된 농촌의 ‘봉건적 사고’, 도시의 ‘프티부르주아’적인 태도, 그리고 ‘반소 · 반공 분자들’의 문제를 일소할 것을 당원들에게 권고했다. 조만식이 숙청되고 최용건이 당수가 된 다음 1948년 3월의 제3차 조선민주당 전당대회에서 조선민주당은 공산당의 당강령과 흡사한 강령을 채택하였다. 이 과정에서 조선민주당은 완전히 로동당에 예속돼 버렸다. 이후의 조선민주당은 조선로동당에 의해 장악된 허수아비 기관이 되고 말았다. 최용건은 조선민주당 내에 조선로동당 정책을 반대하는 자들을 찍어두었다가 그들을 비판하거나 협박, 회유했다. 최용건은 사망 때까지 조선사회민주당 위원장이었지만 동시에 조선로동당의 상무위원 등 조선로동당의 당직도 보유하고 있었다.

#### 백의사의 암살 미수
서울특별시에 있던 대한민국 임시정부는 임정 정치공작대원 김정의·최기성 등을 파견해 최용건을 제거하기 위해 1946년 3월 그의 집을 습격했다. 정치공작대는 북한 공산당 중추부에 공격을 가해 반탁 우익 진영 인사들의 사기를 고무시키고 정치활동을 돕기 위해 월남한 20대 전후의 청년들로 구성된 요원들을 평양에 파견했다. 정치공작대 요원들은 김일성, 최용건, 김책, 강량욱 등 "친소 스탈린주의자들을 처단"하기 로 합의하였다. 그러나 백의사 단원들은 최용건을 저격하는데 실패하고 도주하였다. 1947년 2월 최용건은 조선인민군 총사령관에 선출되었다.
1946년 11월 북조선에서는 인민위원회 선거가 실시되었다. 이때까지도 조선민주당 내에는 공산주의에 반대하는 인사들이 있었고 최용건은 이들을 제거하였다. 함흥 등지에서 조선민주당 당원들은 선거에 비협조적인 태도로 나와서 선거 반대 전단을 배포하기도 했다. 이 때문에 선거 후인 12월 25일에 열린 조선민주당 제6차 중앙위원회 확대회의에서 당수 최용건은 선거에 반대하였거나 혹은 투표에 참가하지 않았거나 반동적 언사를 한 분자에 대해서는 이를 엄밀히 조사하여 출당케 할 것이라고 지적하였다.

#### 북조선 정부 수립 활동
1946년 8월 15일 보안대가 인민집단군 총사령부로 개칭하자 초대 총사령관으로는 최용건, 부사령관에는 김책, 참모장에는 안길이 추대되었다. 1947년 5월 17일 인민집단군 총사령관에 재선출되었다. 1948년 2월 4일 민족보위국 국장에 임명되었다.
1948년 2월 22일 그는 북조선 인민위원회 창립에 참석하고, 인민위원회 보안국장과 인민위원회 상임위원회 부위원장에 선거되었다. 4월 19일부터 5월 2일까지 평양 모란봉 극장에서 남북 제정당 사회단체 지도자들이 38선 이북 조선의 평양에 모여 전조선 제정당사회단체 연석회의를 열자, 그는 조선사회민주당 당수로 북조선측 대표단의 한 사람으로 남북협상에 참여하였다. 그러나 협상은 별다른 내용 없이 결렬되었다.
1948년 2월부터 1950년 7월까지 강건과 공동으로 조선인민군의 총사령에 임명되었다. 1948년 8월 최고인민회의 제1기 대의원 선거에 당선, 최고인민회의 제1기 대의원이 되고, 같은 날 각 분과 상임위원회 위원을 선출할 때 최고인민회의 예산심의위원회 위원과 교육문화위원회 위원에 선출되었다. 8월 19일 해주에서 개최된 제2차 전조선 제정당사회단체 연석회의에도 조선사회민주당 당수 자격으로 참석하였다. 1955년 7월부터 1958년 3월까지 조선민주주의인민공화국의 내각부총리를, 1958년 3월부터 1972년 12월까지 조선민주주의인민공화국의 제2대 국가수반 겸 최고인민회의 상임위원장을 역임하였다. 1950년 6월 한국전쟁 당시 조선인민군 서울지구 방위사령관이었고, 9월까지 3개월간 서울을 장악하였다. 8월 28일부터 인천 상륙 작전 당일까지 인천지구 방위사령관을 겸했다.
김일성은 1956년 조선민주당 당수인 최용건을 로동당 부위원장에 임명함으로써 조선민주당은 조선로동당에 예속되었다.
해방 후 38선 이북 조선으로 귀국하여 1946년 북조선임시인민위원회 보안국장, 1947년 인민위원회 보안국장과 상임위원회 부위원장에 선출되었다. 1948년 2월 북조선인민위원회 창설과 9월 조선민주주의인민공화국의 정부 수립에 참여하였고, 조선인민군 창군 후 북한의 조선 인민군의 초대 총사령관, 1948년 9월 민족보위성상, 최고인민회의 제1기 대의원 등을 지냈다. 1953년부터는 박헌영, 리승엽 사건의 재판관이 되어 그들을 미제 간첩으로 몰아서 처형했다. 1953년 인민군 차수(次帥)가 되고 1954년 내각 체육지도위원회 위원장, 1957년 9월 20일 최고인민회의 상임위원회 부위원장이 되고 1958년 3월 최고인민회의 상임위원장 겸 국가수반에 올랐다.

### 조선민주주의인민공화국 정부 수립 이후

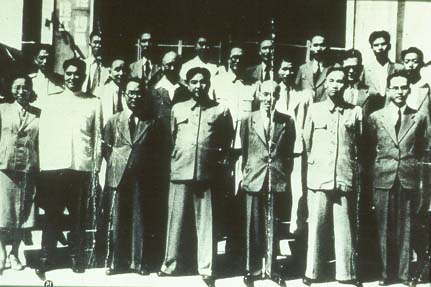
1948년 9월. 조선민주주의인민공화국 초대 내각, 최용건 (첫째 줄 왼쪽에서 두 번째 흰 옷에 검은 바지 입은 사람)

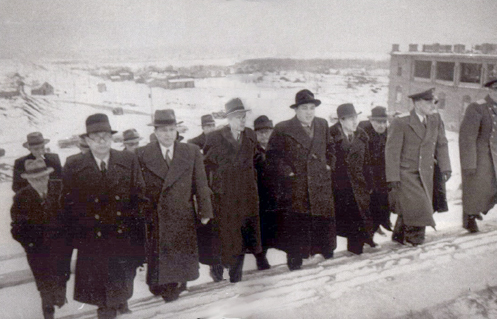
1949년 3월, 앞줄 왼쪽에서 세 번째, 박헌영의 우측, 홍명희의 좌측이 최용건(좌측부터 순서대로 박헌영, 최용건, 홍명희, 김일성)

#### 조선민주주의인민공화국 정부 수립
조선인민군 창군 과정에서 최용건은 연안파 출신인 김무정과 조선인민군 주도권을 놓고 심하게 갈등하였다. 당시 무정이 군사 쿠데타를 기도하였다는 소문이 파다하였다. 그러나 1948년 중반 즈음에는 최용건이 북한군의 실권을 쥐고 무정을 집중 견제했기 때문에 무정이 구체적으로 쿠데타 계획을 성안하기는 어려웠을 것으로 보인다.
1948년 4월부터 5월에 평양에서 열린 제1차 남북 협상에 북조선측 대표자의 한 사람이자 조선사회민주당 대표자 자격으로 참석하였다.
1949년 6월 조국통일민주주의전선 상무위원, 1949년 6월 30일 남조선로동당과 북조선로동당이 통합, 조선로동당으로 개편되자 참여, 6월 24일부터 6월 30일까지 통합준비위원회 임시위원장을 맡았다. 6월 30일 통합이 확정될 때 임시위원장이었고, 7월 1일 김일성을 조선로동당 위원장으로 추대할 때 박헌영 등과 함께 공동 부위원장에 선출되었다. 8월 최고인민회의 제1기 대의원에 선출되었다. 1948년 8월 해주에서 열린 제2차 전조선대표자 회의에 참석하였다.
1948년 9월 9일 평양에서 조선민주주의인민공화국 정부가 수립되자 그는 민족보위성상에 임명되었다. 그는 초대 내각의 민족보위상, 조선인민군 총사령관 등 군사 부문의 실세로서 부각되었으며 김일성 그룹의 권력장악에 가장 결정적인 기여를 하였다.
1950년 2월 8일 인민군 창설 제2주기 기념연설에서 최용건은 한경철이라는 포병장교의 무공을 치하하면서 이 장교가 1949년 8월의 국경분쟁에서 99발의 포탄 중 90발을, 10월의 국경분쟁에서 72발 중 54발을 명중시켰다고 주장하였다. 이를 두고 김영호는 '인민군의 포사격 명중률의 증가가 소련 군사고문단의 작전 참가로 인해 가능했다는 사실을 최용건은 밝히지 않았다.'고 지적했다. 인민군 창설 초기 군부의 장악을 놓고 김무정과 김책, 강건이 갈등할 때 그는 한쪽의 편을 들지 않고 관망하였다. 강건과 김책은 전사했지만 조선인민군 군부는 곧 친김일성 인사가 장악했고, 그는 김무정의 편을 들지 않았으므로 숙청을 모면하였다.
1950년 6월 김일성, 박헌영과 함께 중화인민공화국을 방문하고 귀국한 뒤 조선로동당 중앙위원회 군사위원에 선출되었다. 그는 사석에서 김일성에게 반말을 할 수 있는 조선공산당내에 몇 안되는 인물이었다.

#### 한국 전쟁
- 서울지구와 인천지구의 방위사령관

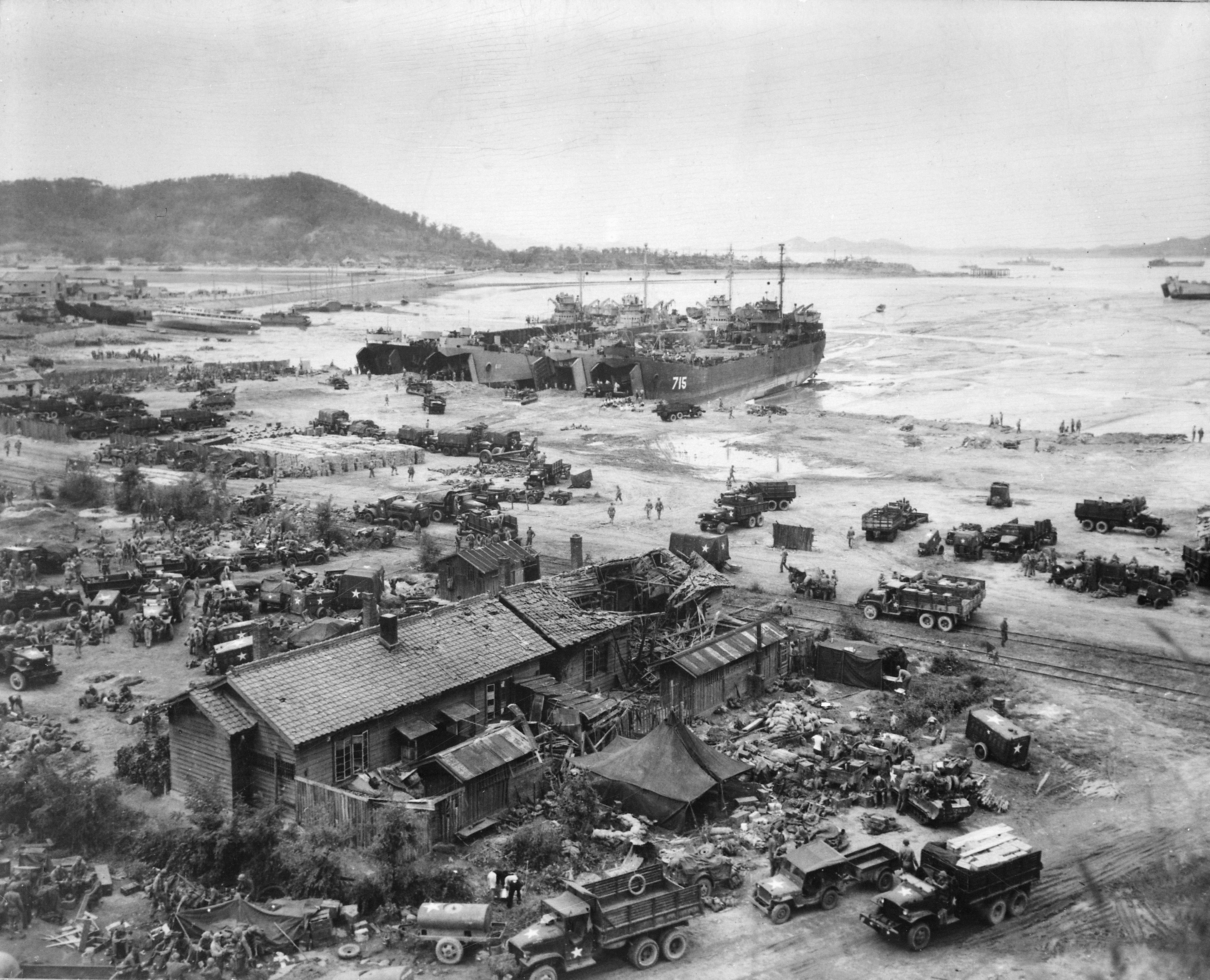
인천 상륙 작전 다음날 인천항

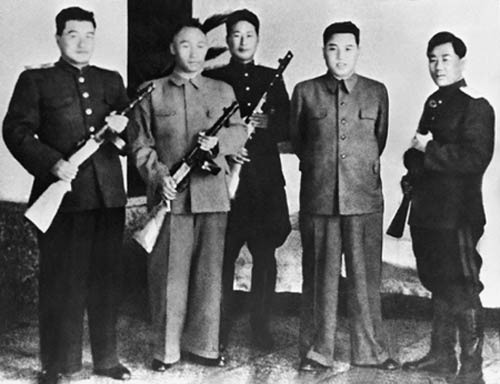
평양에서 생산된 최초의 따발총을 수여받은 최용건, 김책, 김일, 강건

한국전쟁이 발발하기전 그는 조선인민군 총사령관이자 민족보위상을 맡고 있었는데 일설에는 최용건은 김두봉, 김원봉, 박헌영 등과 함께 한국전쟁에 적극 반대하였다 한다. 내각 민족 보위상이자 조선 인민군 총사령관인 최용건은 미군의 개입 가능성을 들어 전쟁을 끝까지 반대했다. 1950년 6월 25일 한국전쟁이 발생하자 참전, 6월 29일 조선인민군 총사령관으로 서울특별시를 장악하고, 6월 29일 경무대에 입성하였다.
6월 29일 한국전쟁 직후 서울지구방위사령부를 구성하고 사령관에 임명되었지만, 그해 9월 28일 서울을 미군에게 잃었다. 8월 말 인천 상륙 작전에 대한 소문이 무성해지자 김일성은 최용건을 내세워 서해안 방어사령부를 설치하고 편성된 지 1개월밖에 안 된 제18사단 등을 인천과 서울지역에 배치하였다. 8월 28일에는 인천지역 방어계획을 마련하라는 상륙저지 방어 명령을 내리고 이를 위해 정규군은 물론 일반 인민들까지 총동원하라는 지시를 내렸다. 그는 인천 상륙 작전의 정보를 사전 입수하였고, 8월 28일부터는 인천지구 방어사령관을 겸직했다.
1950년 9월 15일 UN군 총사령관 더글러스 맥아더의 지휘로 인천지역에 인천 상륙 작전이 개시되었는데, 바로 조선인민군 서해안 방위사령부가 패하였다. 9월 28일에는 서울도 맥아더군에게 함락되었다. 민족보위상 최용건은 서울을 미군에게 빼앗긴 뒤 김일성으로부터 심한 질책을 들었다고 한다. 이때 최용건은 25려단장 오기찬을 불러 부하들이 지켜보는 가운데 계급장을 뜯어버리기도 했다.
- 후방 방어총사령관과 서해안 방어사령관

1950년 가을 그는 후방 방어총사령관을 맡아 후방의 일을 처리하였는데, 한국전쟁에 최소한의 협력만을 수행하였다. 10월 1일 인민군은 민족보위상 최용건을 서해안방어사령관에, 전선사령관 김책을 동부전선 사령관에 임명하였다. 한국 전쟁 직후 서울에 남아있던 인사들의 납북을 최용건이 주도했는가 여부는 불확실하다. 1950년 12월 김규식이 납북도중 사망하자 동료들과 함께 그의 장례에 참여했다.
한국 전쟁 초기 그는 한국전쟁에 반대하였기 때문에 전쟁 준비에는 국방상격인 민족보위상 최용건은 소극적으로 참여하였고, 조선인민군 차수인 김책이 관여하였다. 미군이 참전하자 조선민주주의인민공화국은 전선사령부를 중심으로 전쟁을 수행했다. 미군이 개입하자 김일성은 최용건 대신에 자신이 최고사령관이 되었고, 전선사령부는 최고사령관 김일성, 전선사령관 김책, 총참모장 강건 라인으로 지휘체계가 작동하였다. 그는 서울 수복 작전과 인민군 재건을 지휘하였다.

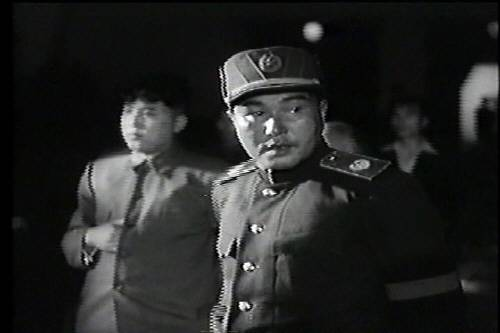
김일성 수상과 최용건 민족보위상, 1951년 2월 1일 김책 장례식

1950년 9월 8일 강건이 전사하자 그는 강건의 장례식을 주관하였다. 1951년 1월 31일 김책이 심장마비 또는 일산화탄소 가스 중독으로 갑자기 사망하자 김책의 장례식에 참석하였다. 최용건은 김책의 장례식에서 대성통곡, 오열하였다.
한편 한국전쟁에 소극적이었던 점을 들어 대륙파나 연안파라는 주장이 나오면서 그는 긴장하게 된다. 1953년 2월 7일 휴전 무렵 조선민주주의인민공화국 차수(次帥)에 임명된 뒤, 박헌영과 리승엽이 간첩 혐의로 재판을 받을 때 재판장으로서 이들에게 사형 선고를 내리는 등 남로당 계열 숙청에 앞장섰다.

#### 휴전 직후의 정치 활동
한국 전쟁 내내 조선민주주의인민공화국 최고인민회의 대의원을 지냈고, 1953년부터 박헌영 리승엽 간첩 사건의 재판관이 되어 재판에 참여하였다. 1953년 2월 7일 공화국 차수에 임명되었다. 1954년 내각 체육지도위원회 위원장이 되었다. 1955년 4월 조선로동당 정치위원에 선출되었다. 1955년 7월 내각 부총리 겸 민족보위성 상이 되었다. 55년 12월 박헌영 리승엽 간첩 사건의 재판관으로 박헌영에게 사형을 구형하였다. 중국의 마오쩌둥, 저우 언라이로부터 박헌영을 살려둘 수 없느냐는 제안을 받았으나 그는 거절하였다. 이 무렵 최용건도 친중국 인사 내지는 종파분자라는 의심을 받고 있었다. 1955년 12월 조선로동당 중앙위원회 부위원장이 되었다.
1956년 조선로동당 중앙위원회 보안부장에 선출되었다. 1956년 2월 조선로동당 중앙위원회 부위원장에 다시 선출되었다. 56년 4월 23일부터 4월 29일에 개최된 조선로동당 제3차 대회에서 조선로동당 중앙위원회 부위원장에 다시 선출되었고, 동시에 로동당 상무위원회 상무위원·조선로동당 조직위원회 위원에도 선출되었다. 1956년 8월 조선로동당 전원회의에서 윤공흠이 김일성에 대한 개인숭배를 비판하고 '중공업우선, 경공업과 농업의 동시발전' 노선에 대하여 반대하자, 최고재판소 소장으로서 윤공흠을 비롯한 일부 내각 각료들을 단죄하였다.
1957년 8월 최고인민회의 제2기 대의원에 선출되었다. 그러나 같은 달에 8월 종파 사건이 발생하면서 김두봉, 최창익 등이 숙청되었다. 이때 최용건도 가담했다는 의심을 받았으나, 별 혐의점이 없어 실각을 모면하였다. 1957년 9월 20일 최고인민회의 상임위원회 부위원장이 되었다.

### 북조선 국가 수반 및 외교 활동
- 북조선 국가 수반 취임

조선민주주의인민공화국 초대 국가수반 겸 최고인민회의 상임위원회 위원장 김두봉이 반당종파행위로 실각하자 1958년 3월 제2대 국가수반 겸 최고인민회의 상임위원회 위원장에 선출되었다. 조선로동당 당중앙위원·조선로동당 정치위원·조선로동당 당비서 등을 겸하면서 외교적 노력에 치중하여 옛 소련·동유럽·중국·중동·아프리카 등 여러 나라를 순방하며 대외활동을 하였다. 그는 국가원수 겸 의회 의장이었지만 내각은 김일성이 장악하고 있었다.
1958년 12월 내각 중앙위생지도위원회 위원장에 선출됐다. 1961년 조선로동당 정치국 위원, 1966년 조선로동당 정치국 상무위원에 선출되었다. 1960년 11월 19일 최고인민회의 제2기 제8차 회의에서 최용건은 북남련방제와 대한민국 측에 최고민족회의 조직을 제안하였다. 최용건은 연방제의 실시가 남한 인민의 생활을 개선하고 민족적 유대를 강화할 것이며 국제적 지위도 높일 것이라고 기대하고, 이 과정에서 정치적 견해들이 접근하게 될 것이라고 했다. 특히 교류를 구체적으로 실현할 방법으로 최용건은, 남북한이 공동으로 논의하고 활동할 기관들을 제안했다. 회의에서 최용건은 "련방제가 실시되어 최고민족회의가 조직되거나 북남조선 경제위원회가 구성되면 수행할 과업"이라며 문화, 예술, 체육, 과학 등 7개 분야를 교류 협력대상으로 지목했다. 그 과정에서 최용건은 '과도적 연방제'를 제안하였다. 최용건이 남북한연방제와 남북 간의 경제문화 교류를 위한 경제위원회 창설을 제의하자, 11월 20일 윤보선 대한민국 대통령은 담화문을 발표, 통일 한국보다는 남한 사회안정과 남한 경제 건설에 주력해야 한다며 최용건의 제의를 반박하였다.
- 외교 활동

1962년 10월 다시 최고인민회의 상임위원회 위원장에 재선되었다. 이때에도 의회 의장과 헌법상의 국가원수를 겸임했지만 실권은 없었다. 법적으로는 북조선의 국가 원수였지만 실권은 없었던 그는 최용건은 주로 외교 활동에 치중하였다. 한편 그는 소련 서기장 니키타 흐루쇼프의 미국과의 화해 정책에 반대하였다. 1963년 6월 5일부터 23일까지 조선 최고인민회의 상임위원장 최용건은 류 샤오치(劉少奇) 주석의 요청으로 중국을 방문하였다. 1963년 6월 최용건은 베이징을 방문하여 류사오치와 함께 소련의 평화공존 정책을 비판하는 공동성명을 발표하였다. 6월 23일 발표한 유소기와 최용건의 공동성명에서 중국과 북한은 마르크스주의를 일관되게 견지하고 혁명원칙을 지킨다고 선언했으며, 흐루시초프의 수정주의를 비판했다. 6월 24일 『인민일보』는 ‘중·조인민 우호단결의 새로운 절정을 위한 환호’라는 주제의 사론을 발표하면서 최용건의 방문은 "중국과 조선 양국 인민의 깊은 우의와 긴밀한 협조의 최고조에 이르게 했다"고 평가했다. 10월 5일부터 10월 7일까지 다시 베이징을 방문하여 마오쩌둥을 만나 소련의 개방 정책 반대에 대해 공동행동을 취하기로 협의하였다. 1964년 11월 아랍권 순방을 다녀왔다.
1965년 3월 최용건은 조선로동당 중앙위원회 부위원장으로서, 마오쩌둥의 요청을 받고 중국을 방문하였다. 마오쩌둥은 이 자리에서 베트남과 인도네시아 당대표도 참석한 가운데 "아시아 지역 혁명에 대해 논의"에서 대한민국에서 무장 게릴라 봉기를 일으키라고 강요했다.(1965년 3월) 이에 대해서, 김일성은 "남조선에는 해안이 많고, 산이 벌거벗었으며, 교통이 비교적 발달해 있는 데다 미군까지 주둔하고 있다"는 이유를 들어 반대하는 대신 "시간을 들여서 대중 속에 '비공연(非公然) 조직'을 만들어 대중운동을 전개해야한다. 이러한 투쟁이 아니고서는 소모일뿐, 승리는 어렵다"는 의견이었다. 1966년 10월 5일부터 12월 24일 열린 제2차 당대표자 대회에 참가, 10월 24일 조선로동당 중앙위원회 정치위원회 상무위원 겸 조선로동당 중앙위원회 비서국 비서로 선출되었다. 로동당 중앙위원회 부위원장 및 상무위원, 조직위원, 외교위원에 모두 선출되어 그는 당(黨)과 정(政)·군(軍)의 요인으로 부상했다.
1969년 무렵 그는 대동맥 관련 질환을 앓았지만 그해 5월에 방문한 소련 측 인사 니콜라이 포드고르니의 환영 행사와 만찬회를 직접 주관하였다. 1969년 10월 최용건은 북조선 국가원수 자격으로 중화인민공화국 창건 20주년 기념행사에 참석하기 위해 베이징을 방문했다. 이때부터 북조선, 중국간 인사 교류가 시작되었다. 11월에는 베트남의 국가 주석 호치민의 장례식에 국빈으로 참석, 하노이를 다녀왔다.
1970년 11월 조선로동당 중앙위원회 위원에 재선임되고, 조선로동당 정치국 위원, 당 비서국 비서에도 선출되었다.
- 국가부주석 취임

1972년 12월 국가수반이 주석직으로 변경되면서 그는 부수반인 국가 부주석에 선임되었다. 부주석에 선출되면서 조선민주주의인민공화국 중앙인민위원회 위원으로 선출되어 겸임했다. 박헌영의 몰락 이후부터 1976년 사망할 때까지 그는 사실상 김일성 정권의 2인자로 계속 자리하고 있었다.

### 생애 최후와 사후
- 최후

1970년 11월 17일 동맥 관련 병세가 악화되어 비행기 편으로 동독의 베를린 군병원에 입원했다가 1971년 초 귀국했다. 1974년 9월 9일 9.9절 행사에 나왔다가, 10월 10일의 조선로동당 창건 30주년 기념보고회와 조선로동당 대회의에 부축을 받고 나타나기도 했다. 1976년 6월 초 후계자 문제를 놓고 김정일을 반대하여 한때 감금당했다가 풀려나기도 했다. 1976년 6월 5일자 통일일보에 의하면 김일성 신격화와 김정일 후계 승계에 반대한 일로 최현 무력상이 체포될 때 그도 같은 이유로 연금됐다고 한다. 언제 풀려났는지 여부는 알 수 없다. 1976년 9월 19일 병으로 사망하였다. 사망 당시 나이는 76세였다.
그의 사망 원인이 독살이라는 설도 있다. 9월 22일의 그의 장례식에 중화인민공화국 대표단이 참석했으나 김일성은 불참하였다.
- 사후

최용건의 유언 한마디 때문에 그는 조선민주주의인민공화국에서 제대로 평가를 받지 못하고 잊혀졌다는 설도 있다. 김일성이 자신이 지목한 후계자에게 정권을 물려주려 하자 최용건은 죽기 직전 부인 왕옥환에게 "내가 죽으면 이곳에 있지 말고 중국에 가서 사시오"라고 유언했다는 설이 있다.
이 소식을 전해들은 김일성과 김정일은 대노하여 최용건과 관련된 모든 일들을 묻어버리고 공적을 일절 평가하지 않았다. 76년 9월 최용건이 사망한 후, 그에 대한 장례는 소홀하였으며 조선민주주의인민공화국의 텔레비전과 신문은 최용건에 대해 단 한 건도 보도하지 않았다. 일각에서는 이를 두고 '김일성의 빨치산 선배인 최현이 사망한 후 영화 '혁명가'를 만들어 최현의 공적을 선전해준 것과는 대비된다'는 설도 있다.
그러나 김일성은 자신의 회고록 《세기와 더불어》에서 최용건을 높이 평가하고 있다. 1991년 한때 왕옥환은 북조선으로 귀국하여 최고인민회의 여성 몫 대의원을 지내기도 했다. 그의 아들 최운주는 조선사회민주당의 명목상 당수이자, 북조선 내각 국제부장을 지내기도 했다. 원래 최용건 정도 되는 인물이라면 사망할 경우 대성산혁명렬사릉에 안장되어야 하지만 순전히 김일성의 마음에 안 든다는 이유 하나만으로 대성산혁명렬사릉이 아닌, 그보다 급이 하나 낮은 애국렬사릉에 안장되었다. 1993년 8월 15일 조선민주주의인민공화국 조국통일상이 추서되었다.
그의 부인 왕옥환이 사망하자 최용건이 안장되어있는 애국렬사릉에 최용건과 합장되었다.

## 사상과 신념
- 개인주의 비판

1946년 2월 조선민주당을 장악하면서 그는 당원들에게 헌금을 요구했다. 한편으로 그는 개인주의와 쁘띠부르주아주의를 계속해서 비판해왔다.
조선민주당 지방위원장들의 부적절한 행동을 사례로 제시하며, 최용건은 북조선로동당을 비판하는 당원들에게 주의를 주었다. 조선민주당 당원들은 북조선로동당과 협력해야 하고 “이씨 왕조와 일본 제국주의가 우리 민족에게 남긴 병폐” 인 파벌주의를 회피해야만 하는 상황에 처했다. 최용건은 나아가 개인주의와 폭리추구 행위를 장시간 비난했다. 그는 1946년부터 계속“봉건적이란 무엇인가?”라고 최용건은 물었다. “이것은 민족의 이익보다는 자기 자신의 이익을 위해 일하는 것이다. 특히 농촌마을에서 이런 종류의 생각이 많이 존재하고 있다.”고 지적했다. 도시의 문제는 폭리를 추구하는 것, 민족의 번영을 건설하기보다는 개인이익을 위해 일하는 것이었다. 이와 같은 행동들은“우리 당과 국가경제에 중대한 위험이 된다”고 지적했다.
- 파벌주의 비판

최용건은 조선왕조에 대해서도 비판적이었다. 그는 1946년의 조선민주당 당대회에서' 리씨조선과 일본 제국주의가 우리 민족에게 남긴 병폐인 파벌주의를 회피해야만 하는 상황에 처했다.'고 지적한다. 그는 조선의 사색붕당 역시 일종의 파벌주의이며 민족의 병폐라고 비판했다.
- 외교적 노력

그는 공직에 있는 동안 외교적 노력을 기울였으며 조선민주주의인민공화국 정부 및 최고인민회의 대표단장 자격으로 외교활동과 외국 순방을 하였다. 그는 직접 중국·일본·인도 등의 아시아 국가와 그 밖에 말리·기니·캄보디아·이라크·시리아·이집트·알제리·탄자니아·소련·쿠바 등지를 직접 순방하며 외교 활동을 전개했다. 중국의 주덕, 주은래, 하룡 등과는 절친한 사이여서 최용건은 조-중 사이에 불협화음이 발생할 때 해결사로 중국을 방문하기도 했다.
한편 중국에서 24년을 생활했지만 한문를 잘 모르고 중국어에 미숙하여 여러 통역관들을 데리고 다녔는데, 뒷날 최고인민회의 상임위원장을 지낸 황장엽도 초기에는 최용건의 통역관의 한 사람이었다.
- 미군 철수 주장

1961년 11월 19일 최용건은 대한민국 정부를 향해 미군 철수를 제의하였다. 1962년 6월 21일 최고인민회의 제2기 11차 대회에서도 최용건은 주한 미군 철수를 제의하였다.
최용건은 '남조선에서 미국 군대를 철거시키기 위한 전민족적 투쟁을 전개할 데 대하여'에서 최용건은 해방 이후 미군이 한국에 주둔한 이래 발생하였던 각종 만행적 사례들을 나열하면서 미국의 축출을 포함한 전민족적 '반미구국투쟁'을 전개할 것을 호소하였다. 이와 아울러 최용건은 그동안 북한이 제의하였던 남북간의 무력 불행상 관한 협약의 체결을 다시 주장하고 있고, 또한 미준의 철수를 전제로 남북한 병력을 각각 10만 이내로 줄이는 병력 감축안을 제시하였다.
1963년 9월 8일 '9.9절 5주년을 맞아 행한 최용건의 보고에서도 그는 주한미군 철수를 주장하였다.

## 논란과 의혹
- 김좌진 암살 가담 의혹

일설에는 최용건이 김좌진 암살 사건에 가담했다는 의혹이 있다. 1930년 1월 김좌진의 피살 당시, 그는 조선공산당 만주총국의 군사부장이었다.
- 한국 전쟁 반대설

1950년 한국 전쟁 당시 최용건은 전쟁에 반대했다는 설이 있다. 미군은 최용건을 조선인민군내 전쟁 반대자로 지목했다. 미국 극동군사령부 본부가 1952년 작성한 "조선인민군사"에는 최용건의 전쟁 반대 사실이 기록돼 있다. 미군 극동군사령부 문건에 의하면 "최용건은 인민군 총사령관으로서의 권한범위 내에서 대남침략을 반대했다. 그는 남침을 준비하기 위해 온 소련의 새로운 군사고문단에 대해서도 반대했다. 이전의 고문관들과는 관계가 좋았었다. 그러나 바실리예프 고문단장을 비롯한 새로운 고문단과의 관계는 냉랭했다. 최용건은 전쟁을 위한 전투훈련과 장비확충을 꾸물거렸다. 이에 바실리예프는 그를 배제하고 직접 전쟁을 준비했다. 최용건은 이 준비에서 거의 역할을 하지 않았다. 그는 군사위원회 위원이었으나 작전지시에서는 아무런 능동적 역할을 하지 못했고 군대의 배치 문제를 다루는 데 만족했다."는 것이다.
1950년 초에 김일성이 소집한 북조선 정권의 수뇌부 회의에서 최용건은 신중론을 제시했다. 미국이 군사적으로 개입하면 큰 어려움이 닥칠 것이므로 이점에 대한 결론을 내린 뒤 남침계획을 다시 토론하자고 발언했다는 것이다. 이러한 신중론에 대해 김일성은 크게 화를 내면서 "민족 보위상이라는 사람이 그렇게 겁이 많아서야 어디에 쓰겠느냐"고 면박을 주었다고 한다.
사학자 박명림은 북조선 지도부 내에서 전쟁을 반대했던 사람은 조선인민군 총사령관이며 민족보위상인 최용건이었다고 지목했다.
반면, 개전 후에도 최용건이 민족보위상 직을 그대로 유지했고, 6월 26일 조직된 7인군사위원회 위원으로 임명됐기 때문에 그가 전쟁에 반대했었다는 주장은 어불성설이라는 반론도 있다.
- 1949년 국경 분쟁

1950년 2월 8일 인민군 창설 제2주기 기념 연설에서 한경찰이라는 포병 장교의 무공을 치하하면서, 이 장교가 1949년 8월의 국경 분쟁에서 99발의 포탄 중 90발을, 10월의 국경 분쟁에서 72발 중 54발을 명중시켰다고 주장하였다.

## 평가
최용건은 동북항일연군이나 88여단 시절, 직접적인 군사활동보다는 이론가형으로 정치 교육 등 당 쪽의 고위 직책을 주로 맡았다. 애국자로도 평가된다. 최용건은 사석에서 김일성에게 반말을 할 수 있었던, 또는 김일성의 별명 중 하나인 마두(馬頭)라는 호칭을 사용할 수 있었던 조선공산당 내에 몇 안 되는 우직한 군인, 정치인이었다고 한다. 존칭을 쓸 경우에도 '일성 동지' 또는 '김 장군'이라고 부르곤 하였다.
최용건은 감성적으로 눈물을 잘 흘렸는데, 후일 대한민국으로 귀순한 한 북조선 사람은 최용건을 가리켜 "공산당답게 표독스럽지 못하고 무골호인의 기풍이 있다"고 평가했다. 그러나 대한민국에 남파 간첩으로 왔던 이수근은 최용건을 경멸하여 "글자도 모르는 무식한 사람"이라고 지적했다.
김일성이 아닌 최용건이 조선민주주의인민공화국의 국가수반을 담당한 이유는 두 사람의 인망 때문이었는데 최용건은 진짜 독립운동가인 반면 김일성은 고작 마적단이라는, 말을 타고 돌아다니면서 강도질을 하는 강도단의 두목에 불과한 인물이었다. 특히 김일성 측에서 독립운동이라고 내세우는 보천보 전투는 말이 전투지 실상은 200여 명의 병력으로 고작 5명과 맞서서 2살 배기 아기와 요리사, 이렇게 단 2명만 사살한, 전투라고 칭하기조차 민망한 사건이었다. 하지만 10월 유신이 선포된 이후 얼마 못 가 김일성이 사회주의 헌법을 선포하면서 김일성은 최용건을 조선민주주의인민공화국의 국가수반에서 보직해임 시키고 본인이 조선민주주의인민공화국의 국가수반의 자리에 취임했다.

## 가족
- 아버지 : 최니학( ? ~ 1943년)
- 어머니 : ?
  - 초배 : 이름 미상, 이혼
  - 계배 : 왕옥환(王玉環, ? ~ 2007년 1월 17일) (중국인,[14])
    - 아들 : 최운주 조선사회민주당의 당수, 북조선 내각 국제부장

  - 동생 : 최형건 조선로동당의 초급 당비서와 기업소 비서

## 상훈
- 1950년 7월 9일 조선민주주의인민공화국 국기훈장 제1급
- 1955년 9월 자유독립훈장
- 1958년 9월 조선민주주의인민공화국 국기훈장 제1급
- 1960년 6월 로력영웅 칭호
- 조선민주주의인민공화국 국기훈장 제1급[58]
- 조선민주주의인민공화국 금메달

## 기타
- 그는 이범석의 운남강무학교 동문이기도 했다.
- 광저우 폭동 당시 한국인 공산당원으로 배신할 수 있을 것이라는 의혹을 받기도 했다. 그는 국민당군의 잔혹한 진압을 강조하며 사람들을 설득하였으나, 사태가 격화되자 자신은 봉기 현장에서 교묘히 빠져나가 생명을 건졌다.
- 나이에 비해 젊어보이는 외모였고, 멋쟁이이기도 했던 그는 만주 항일유격대 시절부터 항상 헤어스타일과 옷차림에 신경을 썼다고 한다. 그는 늘 칼처럼 다려진 옷차림을 하고 공식, 비공식 석상에 나타났다.
- 어찌보면 카난 바나나와 비슷하다. 최용건과 바나나는 둘 다 국가 지도자는 되었으되 실권은 무가베와 김일성이 쥐고 있었으며 실제로도 둘 다 무가베와 김일성에게 국가 지도자 자리를 강탈당했다.

## 최용건이 등장한 작품
- 1981년 MBC 《제1공화국》 김기현
- 1990년 KBS1 《여명의 그날》 김기섭
- 2006년 KBS2 《서울 1945》 유승진

## 같이 보기
- 운남군관학교
- 황푸군관학교
- 광저우 폭동
- 동북항일연군
- 김일성
- 김두봉
- 김원봉
- 박헌영
- 최고인민회의
- 한국 전쟁
- 김광협

## 참고자료
- 김일성 (1992). 〈제1부 항일혁명편〉. 《세기와 더불어》. 평양: 조선로동당출판사.
- 《신동아》 (2000년 3월호) 비화발굴/ 조선족 항일투사 李敏여사의 '60년만의 증언' - 항일무장투쟁시기의 김일성 빨치산부대
- 《데일리NK》 (2007.1.18) '김일성 선배' 최용건의 부인은 왜 중국에서 죽었나?
- 《데일리NK》 (2014.4.29) 북한서 사라진 공화국 차수 '최용건' 민족보위상

### 관련 서적
- 김일성, 세기와 더불어 (조선로동당출판사, 1992)
- 和田春樹, 김일성과 만주항일전쟁(和田春樹 著·이종석 譯, 창작과비평사, 1992)
- 森川展昭, 〈民族運動史上の人物－崔庸健 崔石泉－〉, 朝鮮民族運動史硏究會, 《朝鮮民族運動史硏究》 (朝鮮民族運動史硏究會, 1994) 151－159페이지
- 이종석, 《조선로동당 연구》 (역사비평사, 1995)
- 와다 하루끼, 《조선전쟁》 (와다 하루끼 저·서동만 역, 창작과비평사, 1999)
- 강준만, 《한국현대사산책:1940년대 편 1》 (인물과 사상사, 2006)
- 김사량, 《노마만리》 (실천문학사, 2002)